# Coppa di Francia 2020-2021 (calcio femminile)
La Coupe de France féminin 2020-2021 è stata la 20ª edizione della Coppa di Francia riservata alle squadre femminili. La finale era prevista per il 29 o 30 maggio 2021 ma a causa della pandemia di COVID-19 la competizione è stata ufficialmente interrotta il 24 marzo 2021. 

## Nuova formula
La competizione avrebbe dovuto svolgersi regolarmente con la disputa della Fase regionale che avrebbe dovuto concludersi il 1 novembre 2020 e successivamente l'introduzione di 24 club della Division 2 nella Fase federale e terminare il 13 dicembre 2020. 
Successivamente a causa della pandemia di COVID-19 la competizione è stata modificata per proseguire il regolare svolgimento della stessa quindi la Fase regionale sarebbe stata abolita compresi i tempi supplementari. 
Nei mesi seguenti anche i club di seconda divisione non prendono parte al Primo Turno ma i 12 club della Division 1 danno inizio al torneo direttamente dai Sedicesimi di finale e divisi in 2 gruppi da 6 squadre ciascuno.

## Sedicesimi di finale
Il sorteggio si è svolto il 7 gennaio 2021 e le gare si sono svolte dal 29 al 31 gennaio 2021.

### Gruppo A
| Squadra 1 | Risultato | Squadra 2           |
| --------- | --------- | ------------------- |
| Bordeaux  | 5 - 0     | Le Havre            |
| Guingamp  | 3 - 0     | Soyaux              |
| Fleury    | 0 - 2     | Paris Saint-Germain |

### Gruppo B
| Squadra 1   | Risultato      | Squadra 2       |
| ----------- | -------------- | --------------- |
| Stade Reims | 0 - 5          | Olympique Lione |
| Digione     | 1 - 1(4-2 dtr) | Paris FC        |
| Issy        | 2 - 1          | Montpellier     |

Questo è stato il primo ed ultimo turno giocato visto che la manifestazione è stata interrotta definitivamente il 24 marzo 2021 dalla FFF.